# Fondo Nacional de Salud (Chile)
El Fondo Nacional de Salud (más conocido por su acrónimo Fonasa) es un organismo público chileno, creado el 3 de agosto de 1979 por el decreto ley n° 2763, encargado de recaudar, administrar y distribuir los dineros estatales destinados a salud en Chile siendo una de sus funciones financiar las prestaciones de salud de sus beneficiarios (el 7 % de los ingresos imponibles en salud). Es el continuador y administrador de los derechos y obligaciones de la modalidad de libre elección, del extinto Servicio Médico Nacional de Empleados (Sermena) y financiamiento de las acciones de salud del desaparecido Servicio Nacional de Salud (SNS). Desde abril de 2022 está dirigido por el economista Camilo Cid Pedraza.
El organismo se encuentra supervigilado por la Superintendencia de Salud (que también supervigila las isapres) desde la creación de esta última el 1 de enero de 2005. Su sede central está en Santiago y como servicio público descentralizado tiene cuatro direcciones zonales; Dirección Zonal Norte, Dirección Zonal Centro Norte, Dirección Zonal Centro Sur y Dirección Zonal Sur.

## Cobertura
La cobertura es de aproximadamente de más de 15 millones de personas usuarias y media que viven en Chile. Se caracteriza por ser un servicio inclusivo, ya que no discrimina por sexo, género, mujeres embarazadas, enfermedades preexistentes, ingresos ni nacionalidad. Fonasa intermedia el acceso a atenciones de salud a través de dos Modalidades que se pueden utilizar de manera indistinta. Modalidad de Libre Elección (MLE), permite la compra de bonos y la atención en recintos de salud privados en convenio con Fonasa. Por otra parte, la Modalidad de Atención Institucional (MAI), permite la atención en toda la Red Pública de Salud de forma gratuita.
Además, financia el Subsidio de Incapacidad Laboral (licencia médica) y otorga préstamos de salud. 
| Año  | Fonasa            | Fonasa          | Isapre    | Isapre          | Otros             | Otros           | Población (proyección INE) |
| Año  | Personas usuarias | % participación | Afiliados | % participación | Personas usuarias | % participación | Población (proyección INE) |
| ---- | ----------------- | --------------- | --------- | --------------- | ----------------- | --------------- | -------------------------- |
| 1990 | 9 729 020         | 73,1            | 2 108 308 | 15,9            | 1 463 068         | 11,0            | 13 300 396                 |
| 1995 | 8 637 022         | 59,6            | 3 763 649 | 26,0            | 2 094 551         | 14,4            | 14 495 222                 |
| 2000 | 10 157 686        | 65,6            | 3 092 195 | 20,0            | 2 234 851         | 14,4            | 15 484 732                 |
| 2005 | 11 120 094        | 68,0            | 2 660 338 | 16,3            | 2 569 549         | 15,7            | 16 349 981                 |
| 2006 | 11 479 384        | 69,5            | 2 684 554 | 16,3            | 2 351 436         | 14,2            | 16 515 374                 |
| 2015 | 13.256.173        | 73,2            | 3.410.487 | 18,8            | 1.432.486         | 7,9             | 18.099.146                 |
| 2016 | 13.598.639        | 74,4            | 3.427.665 | 18,7            | 1.256.597         | 6,9             | 18.292.901                 |
| 2020 | 14.647.720        | 75,6            | 3.536.990 | 19,8            | 1.817.990         | 9,8             | 18.430.870                 |
| 2021 | 15.000.610        | 76,3            | 3.790.970 | 20,7            | 1.999.996         | 10,6            | 19.000.277                 |
| 2022 | 15.610.320        | 77,8            | 4.620.980 | 21,6            | 2.022.531         | 11,9            | 19.527.450                 |

Notas a tabla: considera personas usuarias de enero a diciembre de cada años. Otros se refiere a personas particulares y miembros de las Fuerzas Armadas y Carabineros de Chile. Proyección INE 1990 - 2050 llevados a diciembre de cada año. Fuente: Estadísticas Fonasa.

## Personas usuarias

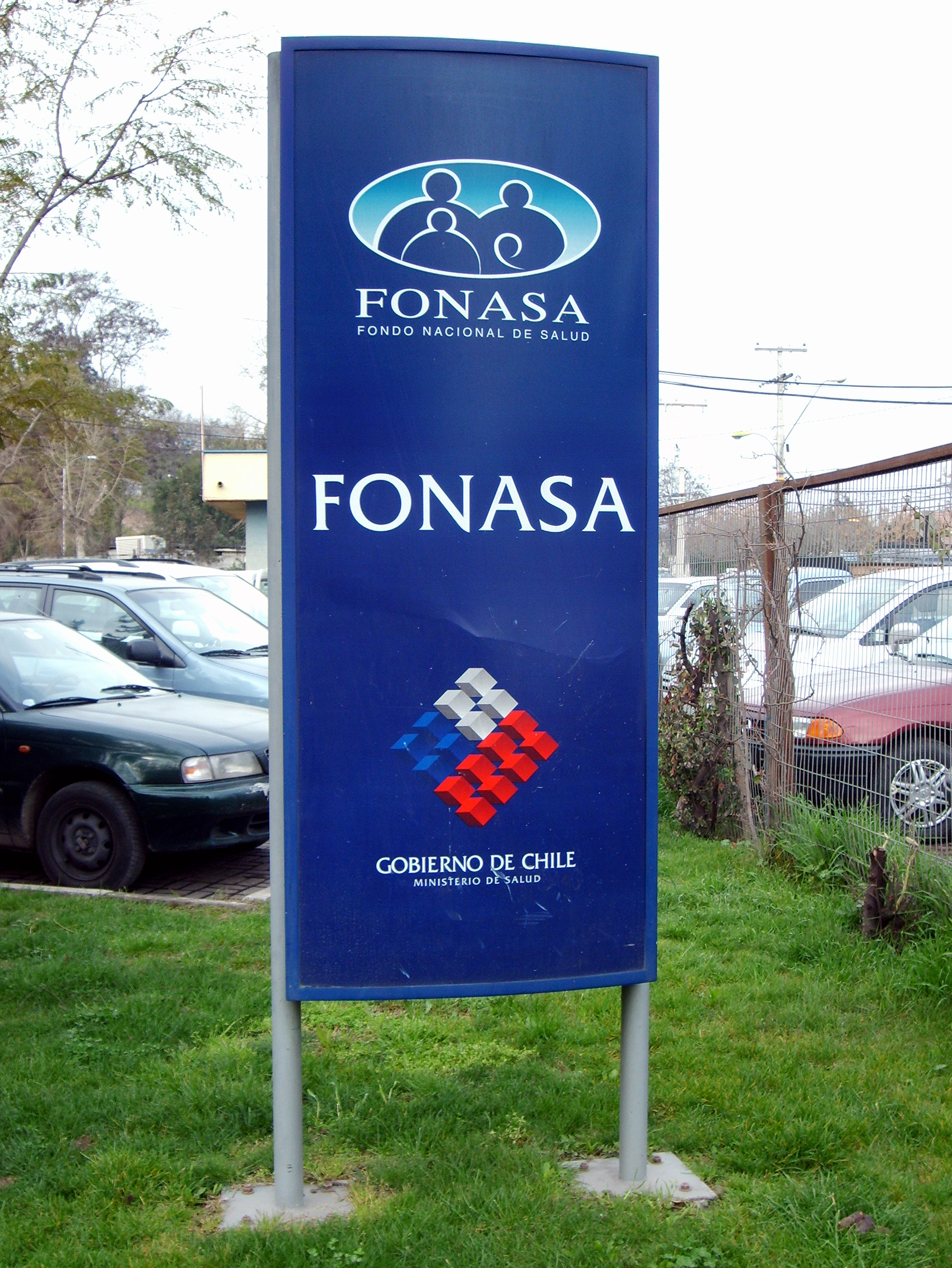
Letrero con el logotipo de Fonasa y el logotipo del Gobierno de Chile utilizados entre 2000 y 2010.

La incorporación al Fonasa como beneficiario cotizante se realiza automáticamente cuando una persona no ha optado afiliarse a una ISAPRE cuando:
- Como trabajador dependiente o independiente destina un 7% de su remuneración imponible para salud en Fonasa, independientemente del sistema de previsión social al que pertenezca (IPS (ex-INP) o AFP)
- Trabajador cesante que recibe subsidio de cesantía otorgado por la municipalidad de la comuna de residencia
- Pensionado del IPS o AFP y que destina el 7% de su cotización de salud a Fonasa o que ha sido eximido total o parcialmente de la cotización de acuerdo a la Ley 20.531.[4]

Beneficiarios no cotizantes de Fonasa son:
- Cargas familiares de los cotizantes. Incluye los hijos hasta los 18 años de edad o menores de 24 años que realicen estudios
- Mujeres embarazadas sin previsión hasta el sexto mes del nacimiento del hijo
- Beneficiarios de pensiones asistenciales de invalidez y vejez
- Personas con deficiencia mental, cualquiera edad, siempre que no sean causante de Subsidio Único Familiar (SUF)
- Causantes del SUF
- Personas carentes de recursos o indigentes

Todos los beneficiarios son colocados en 2 tramos según sus ingresos.

## Modalidades de atención
Hay dos tipos:
- Modalidad de Atención Institucional: Es la entregada en los establecimientos públicos de salud (consultorios, CRS, CDT y hospitales públicos), de forma gratuita.
- Modalidad Libre Elección: Son aquellas entregadas por profesionales y establecimientos de salud privados y que hayan suscrito convenio con Fonasa. Los hospitales públicos atienden bajo esta modalidad en los casos que el beneficiario elige su médico tratante y/o se hospitaliza en una sala de pensionado o media pensionado. La atención de esta modalidad se paga por medio de un Bono de Atención de Salud. El valor del Bono depende del nivel de inscripción del profesional o establecimiento de salud donde se atienda. Hay tres niveles siendo el 1 el más barato y el 3 el más caro.[5]

### Pagos de atención médica según grupo de afiliación y modalidad
| Grupos de afiliados Fonasa según ingresos                                    | Modalidad de Atención Institucional (valor a pagar) | Modalidad Libre Elección (niveles de Bono de Atención de Salud) |
| ---------------------------------------------------------------------------- | --------------------------------------------------- | --------------------------------------------------------------- |
| A – Carencia de recursos o indigentes, beneficiarios PASIS, causantes de SUF | Atención gratuita                                   | --                                                              |
| B – C - D Reciben al menos un ingreso mensual                                | Atención gratuita                                   | 1 - 2 - 3                                                       |

## Organización

### Dirección
El director nacional es la máxima autoridad del organismo, el cual cuenta con un gabinete asesor y un comité ejecutivo, integrado por los jefes de división, quienes le notifican de manera directa.
Presente en todo el país, se divide administrativamente en las siguientes partes:
- Nivel Central: conformado por las divisiones, el gabinete asesor y el Centro de Gestión Regional de Rancagua, comprendiendo las regiones Metropolitana de Santiago y de O'Higgins.[3]
- Dirección Zonal Norte: integrado por las regiones de Arica y Parinacota, Tarapacá, Antofagasta y Atacama.[3]
- Dirección Zonal Centro Norte: compuesto por las regiones de Coquimbo y Valparaíso.[3]
- Dirección Zonal Centro Sur: conformado por las regiones del Maule, Ñuble y del Biobío.[3]
- Dirección Zonal Sur: integrado por las regiones de La Araucanía, Los Lagos, Los Ríos, Aysén y Magallanes.[3]

### Organigrama
A nivel interno, el organigrama de Fonasa es el siguiente:
Director
- Gabinete
- Departamento de Comunicaciones Estratégicas
- Unidad de Control de Gestión
- Dirección Zonal Norte
- Dirección Zonal Centro Norte
- Dirección Zonal Centro Sur
- Dirección Zonal Sur
- División Jurídica
  - Departamento de Marco Regulatorio
  - Departamento de Asesoría Jurídico-Administrativa
- División de Auditoría Interna
  - Unidad de Auditoría.
  - Unidad de Seguridad de la Información y Ciberseguridad.
  - Unidad de Procesos y Riesgos.
- División de Gestión Financiera y Presupuestaria
  - Departamento de Programación Financiera
  - Departamento de Gestión de Cotizaciones y Protección Financiera
  - Departamento de Finanzas
- División de Gestión Comercial
  - Unidad de Procesos y Gestión de la Información
  - Departamento Modelos de Financiamiento
  - Departamento Administración de Convenios
  - Departamento de Análisis y Validación de Prestaciones
- División de Gestión y Desarrollo de las Personas
  - Departamento de Calidad de Vida y Bienestar
  - Departamento de Gestión de Personas
  - Departamento de Desarrollo de las Personas
  - Unidad Análisis e Innovación en Recursos Humanos
  - Unidad de Relaciones Laborales
- División de Administración
  - Departamento de Compras y Contrataciones
  - Departamento de Servicios Generales
  - Departamento de Recursos Físicos
  - Oficina de Gestión Documental
- División de Fiscalización y Contraloría
  - Departamento de Monitoreo
  - Departamento de Regulación
  - Departamento de Fiscalización
  - Unidad de Asesoría Médica
- División de Gestión de Usuarios
  - Departamento de Atención Presencial
  - Departamento de Atención Virtual
  - Departamento de Derechos Ciudadanos
  - Departamento de Beneficiarios
  - Unidad de Seguimiento y Monitoreo
- División de Planificación y Desarrollo Estratégico
  - Departamento de Estudios y Estadísticas
  - Departamento de Desarrollo de Beneficios
  - Departamento de Modernización
  - Unidad de Planificación
  - Unidad de Relaciones Institucionales
- División de Tecnologías de Información
  - Departamento de Proyectos TI
  - Departamento de Operaciones y Plataforma
  - Subdepartamento de Gestión y Control de Presupuesto TI
  - Unidad de Innovación y Arquitectura TI

## Directores nacionales
| Titular                            | Partido | Inicio                | Final                 | Presidente                 |
| ---------------------------------- | ------- | --------------------- | --------------------- | -------------------------- |
| Rafael Caviedes Duprà              | Ind.    |                       |                       | Augusto Pinochet Ugarte    |
| Rubaldo Oliveros Cossio            | PDC     | 11 de marzo de 1990   | 11 de marzo de 1994   | Patricio Aylwin Azócar     |
| César Oyarzo Mansilla              | PDC     | 11 de marzo de 1994   | 1997                  | Eduardo Frei Ruiz-Tagle    |
| Rony Lenz Alcayaga                 | PDC     | 1997                  | marzo de 2000         | Eduardo Frei Ruiz-Tagle    |
| Álvaro Erazo Latorre               | PS      | 11 de marzo de 2000   | 11 de marzo de 2006   | Ricardo Lagos Escobar      |
| Hernán Monasterio Irazoque         | PS      | marzo de 2006         | marzo de 2010         | Michelle Bachelet Jeria    |
| Mikel Uriarte Plazaola             | Ind.    | 23 de marzo de 2010   | 1 de abril de 2013    | Sebastián Piñera Echenique |
| Patricio Muñoz Navarro             | Ind.    | 5 de abril de 2013    | 18 de febrero de 2014 | Sebastián Piñera Echenique |
| Carolina Vergara Arriagada         | Ind.    | 18 de febrero de 2014 | 11 de marzo de 2014   | Sebastián Piñera Echenique |
| Jeannette Vega Morales             | PPD     | 11 de marzo de 2014   | 11 de marzo de 2018   | Michelle Bachelet Jeria    |
| Marcelo Mosso Gómez                | Ind.    | 12 de marzo de 2018   | 11 de marzo de 2022   | Sebastián Piñera Echenique |
| Francisco León von Mühlenbrock (s) | Ind.    | 11 de marzo de 2022   | 31 de marzo de 2022   | Gabriel Boric Font         |
| Camilo Cid Pedraza                 | Ind.    | 1 de abril de 2022    | En el cargo           | Gabriel Boric Font         |